# Remise Hilledijk
De Remise Hilledijk was van 1968 tot en met 2011 een remise van de RET aan de 2e Rosestraat in Rotterdam. De diensten van de Rotterdamse tramlijnen 2, 20, 23 en 25 werden vanaf deze remise gereden. Vroeger werden vanuit deze remise tevens de diensten van de Rotterdamse metro gereden.
In 2008 werd de verbinding tussen de remise en het metronetwerk gesloopt. Al vanaf 2004 werd de remise niet meer door de Rotterdamse metrostellen gebruikt, aangezien er ook twee volwaardige metroremises bestaan. Tussen de metrostations Wilhelminaplein en Rijnhaven ter hoogte van de ingang van de tunnel is nog goed te zien hoe de aansluiting naar de Remise Hilledijk heeft gelegen.
In augustus 2011 is de remise vervangen door de Remise Beverwaard. De sloop van Remise Hilledijk startte in 2011. Op deze plaats verrijst woningbouw.